# Ibn al-Fārid
ʿUmar ibn ʿAlī Ibn al-Fārid (arabisch عمر إبن علي إبن الفارض, DMG ʿUmar ibn ʿAlī Ibn al-Fāriḍ; geb 1181 in Kairo ;  gest. 1235  daselbst) war einer der größten mystischen Dichter der arabischen Literatur. Er lebte und starb in Kairo, wo er auf dem Friedhof al-Qarafa am Rande des Gebirges Muqattam (in der südlichen Totenstadt) begraben ist. Wie viele bedeutende Sufis wurde er nach seinem Tod als Heiliger verehrt und in früherer Zeit fand ein sogenannter Maulid, die Feier seines Geburtstages, mit Prozessionen statt. Sein Grab ist bis heute erhalten und wird besucht.

## Biographie
Die äußeren Daten von Ibn al-Farids Leben sind durch arabische Historiker, die zum Teil noch seine Zeitgenossen waren, gut bezeugt. Das Bild des Dichters wird in der islamischen Tradition jedoch vor allem durch seinen Enkel Ali, den Sohn einer Tochter, bestimmt. Er sammelte die Verse seines Großvaters in einem Diwan und stellte dieser Sammlung einen biographischen Bericht als „Vorrede“ (dībāğa) voran, in der er sich häufig auf seinen Onkel Kamal ad-Din († 1290), einen der beiden Söhne des Dichters, stützt. Der Bericht muss jedoch in vielen Punkten mit Skepsis betrachtet werden. Er enthält nur wenige Fakten, aber zahlreiche Wundergeschichten, und bildet die Grundlage für die spätere Verehrung Ibn al-Farids als eines Heiligen.
Die Familie des Dichters gehörte der Klasse der Religionsgelehrten an und war zugleich dem Sufismus seit Generationen verbunden. Sein Vater war Jurist, spezialisiert auf die Erbanteile von Frauen (furūḍ), daher stammt die Berufsbezeichnung al-Fāriḍ im Namen des Sohnes. Dieser erhielt eine gründliche Ausbildung in der klassischen arabischen Literatur und in den religiösen Wissenschaften und wurde bereits früh in den Sufismus eingeführt, zu dem er eine besondere Neigung entwickelte. So zog er sich oft in das Gebirge Muqattam am Rande von Kairo in die Einsamkeit zurück und widmete sich mystischen Übungen. Bereits in jungen Jahren soll er als Dichter hervorgetreten sein und neben mystischen Versen auch profane Gedichte verfasst haben. Er wirkte als Religionsgelehrter und lehrte Hadith, die Aussprüche des Propheten Mohammed. Aus dieser Zeit sind Namen von Schülern bekannt.
Nach dem Tod des Vaters machte Ibn al-Farid die Haddsch nach Mekka; der Zeitpunkt ist umstritten. Er blieb 15 Jahre an den Heiligen Stätten, im Hedschas und Nedschd, eine Zeit, an die er sich in seinen späteren Gedichten mit großer Sehnsucht erinnert. Der Anlass für den Aufbruch wird von seinem Enkel mit einem einfachen Gemüsehändler (baqqāl) in Verbindung gebracht, der den Dichter aufforderte, nach Mekka zu gehen, wo er seine Erleuchtung erfahren würde. Ibn al-Farid soll erkannt haben, dass es sich um einen Heiligen handele, und soll deshalb der Weisung gefolgt sein. Auch die Rückkehr nach Ägypten 15 Jahre später wird in der „Vorrede“ mit dem Gemüsehändler in Zusammenhang gebracht. Der Dichter soll die Stimme des Heiligen, der im Sterben lag, gehört haben, dieser habe ihn gebeten, nach Kairo zu kommen und für seine Beerdigung zu sorgen. Auch diesmal folgte er dem Ruf, doch zeigen seine Verse, dass er sich in seiner Heimat nicht mehr wohlfühlte und bis zu seinem Tod Heimweh nach den Freunden, den Sufis im Hedschas und Nedschd, hatte. In Mekka soll er im Jahre 1231 den berühmten Sufi Abu Hafs Umar as-Suhrawardi (1145–1234) getroffen haben, der seinen beiden Söhnen die Chirqa, den Mantel der Sufis, verlieh.
Die letzten Jahre (1231–1235) verbrachte der Dichter hoch geehrt in Kairo, wo er im „Haus der Prediger“ (dār al-ḫațāba), einem Hospiz in der Nähe der Moschee al-Azhar, lebte. An seinen Rezitationen und mystischen Sitzungen (Dhikr) nahm die religiöse und politische Elite der Stadt teil und bezeigte ihm die größte Achtung. Selbst der ayyubidische Sultan, al-Malik al-Kamil (reg. 1218–1238), suchte ihn in seine Nähe zu ziehen und bot ihm Geschenke an, doch Ibn al-Farid soll sich der Aufmerksamkeit des Herrschers entzogen und seine Gaben abgelehnt haben. Nach den Aussagen in seinen Versen muss er Schüler gehabt haben, aber es hat sich keine Schule gebildet, durch die seine Lehren tradiert worden sind.

## Der Diwan
Ibn al-Farids Dichtung ist in zahlreichen Handschriften und unterschiedlichen Redaktionen überliefert, von denen die Redaktion des Enkels den meisten bisherigen Editionen zugrunde liegt. Sie enthält jedoch auch Texte, die dem Dichter nachträglich zugeschrieben wurden. Nach der kritischen Edition von Giuseppe Scattolin (2004) ist eine Sammlung, die der Redaktion des Enkels zeitlich vorausgeht, als authentisch anzusehen. Sie besteht aus 15 Gedichten in einem Gesamtumfang von ca. 1500 Versen. Darunter finden sich 13 Liebesgedichte, mystische Texte, die jedoch zum Teil auch als profane Liebesgedichte gelesen worden sind, wie wir aus den historiographischen Quellen wissen. Der Diwan enthält ferner ein mystisches Weinlied (ḫamrīya) und ein Lehrgedicht von 761 Versen mit dem Titel „Die Ordnung des Weges“ (Naẓm as-sulūk), auch unter dem Titel „die große Tāʾīya“ (at-Tāʾīya al-kubrā) bekannt, „das große Gedicht mit dem Reimbuchstaben Tāʾ“, zum Unterschied zur „kleinen Tāʾīya“, einem kürzeren Gedicht des Diwans, das ebenfalls auf Tāʾ reimt.
„Die Ordnung des Weges“ ist der wichtigste Text des Diwans, da Ibn al-Farid in ihm seinen eigenen Weg zur Einheit mit Gott bis zur höchsten Stufe beschreibt und deutet. Der Weg beginnt mit einer Liebeserklärung an die „Göttliche Geliebte“, mit der er die Vereinigung sucht, und endet mit der höchsten Stufe, auf der sich der Mystiker mit dem kosmischen Prinzip identifiziert, dem die Welt ihre Entstehung verdankt. Grundlage seiner Mystik sind die monistischen Ideen des späten Sufismus, die Einheit von Gott und Welt, wie sie auch in der Theosophie von Ibn al-Arabi (1165–1240) postuliert wird, in dessen Schule der Dichter fälschlich eingeordnet wurde. Ibn al-Farid unterscheidet sich jedoch in vielen Punkten von seinem berühmteren Zeitgenossen. Charakteristisch für ihn ist sein ausgeprägter Schönheitssinn, der in engem Zusammenhang mit seiner Mystik steht. Da Gott sich in der Welt manifestiert, ist die Kontemplation der irdischen Schönheit nach Ibn al-Farid ein Weg zur Gotteserfahrung. In der islamischen Tradition wird er der „Fürst der Liebenden“ (sulțān al-ʿāšiqīn) genannt, doch führt ihn sein Weg am Ende über die Liebesmystik hinaus, denn in ihr ist noch eine Spur von Dualismus enthalten, die in der vollkommenen Einheit schwindet.